# Aldo Patocchi
Pour les articles homonymes, voir Patocchi.
 (mai 2024).
Si vous disposez d'ouvrages ou d'articles de référence ou si vous connaissez des sites web de qualité traitant du thème abordé ici, merci de compléter l'article en donnant les références utiles à sa vérifiabilité et en les liant à la section « Notes et références ».
Aldo Patocchi, né le 22 juillet 1907 à Bâle et mort le 4 septembre 1986 à Lugano, est un graveur sur bois tessinois.

## Famille
Aldo Patocchi est le fils de Luigi et de Sophie Elise Keller.
Son père, employé PTT, est élu secrétaire de la Fédération suisse des cheminots, puis au Conseil national en 1919, d'où il démissionne en faveur de Guglielmo Canevascini.
Son frère Elmo dirige les offices cantonaux d'orientation professionnelle (1930-1937) et de la statistique (dès 1937). Il est conseiller municipal de Castagnola (Lugano, 1928-1932 et de Bellinzone (1940-1944), député socialiste au Grand Conseil tessinois (1963-1967), président du PS cantonal de 1962 à 1967, directeur de l'hebdomadaire I diritti del lavoro (« Les droits du travail », 1940-1961), président de la Chambre du travail (1961-1963), de la SSP/VPOD et du Front unique des fonctionnaires, ainsi que le fondateur et le président de la Ligue des communes rurales et montagnardes.
Son cousin Pericle (prix Schiller en 1942 et 1960) est un poète écrivant en français (Gris beau gris, 1954 ; Pure perte, 1959). Auteur d'un seul recueil en italien (Nella chiara profondità, 1944), il traduit en français les Poèmes de Salvatore Quasimodo (1963), qui, de son côté, traduit en italien le dernier poème de Pericle, Chemin de croix (1968).
En 1915, la famille d'Aldo Patocchi vit au Tessin, à Lugano.
Son maître à l'école secondaire, l'écrivain suisse de langue italienne Giuseppe Zoppi (1896–1952), l'encourage à entreprendre des études artistiques et lui présente Ettore Cozzani (it), directeur de la revue L'Eroica (it), avec laquelle il collabore comme illustrateur de textes littéraires à partir de 1925.

## Œuvres
Patocchi débute comme illustrateur, principalement figuratif, puis évolue rapidement vers le style personnel qui caractérise son travail. Ses œuvres sont effectuées à la gouge sur du bois dur à « grain fin » (buis) ce qui démontre une grande maîtrise technique.[réf. nécessaire]
Sa production, exclusivement xylographique et qui a pour thème majeur le paysage et la vie paysanne, subit l'influence de l'Art nouveau (1920-1930), puis de l'abstraction et de la métaphysique (1960-1970).
Entre 1925 et 1931, il remporte quatre bourses fédérales (Bourse cantonale d'art 1930, prix fédéral des Arts appliqués 1926, 1927, 1928).
En 1932, il reçoit la médaille d'or à la Triennale des arts décoratifs à Monza, le premier des nombreux prix qu'il obtiendra lors d'expositions nationales et internationale à laquelle il participe régulièrement.
En 1941, la guerre faisant rage autour de la Suisse, le Conseil fédéral demande l'émission d'un timbre de 10 centimes afin d'attirer l'attention du peuple sur le plan Wahlen, destiné à utiliser au maximum les ressources de la terre helvétique. Patocchi est l'auteur de ce timbre montrant une scène typique de la vie paysanne (Agriculteur et cheval de labour). À la fin de la guerre, en 1945, en collaboration avec le photographe Hans Steiner, il est l'auteur de 5 autres timbres (de 50 centimes à 2 francs) de la série commémorative « PAX » de la Poste suisse, dont le motif principal est la parole biblique « Pax hominibus bonae voluntatis » (« Paix pour les hommes de bonne volonté »).
Un autre projet peu connu, parce que non abouti, est la conception d'un billet de banque.
Ses gravures sur bois sont exposées au Musée Revoltella de Trieste, au Musée des Beaux-Arts de Lugano, à la Galerie d'Art Moderne de Venise, au Kunstmuseum de Winterthour, au Musée des Beaux-Arts du Locle, à l'université de Genève, à la Bibliothèque nationale de Berne, à la Collection graphique du Swiss Federal Institute of Technology (ETH) de Zurich, aux musées d'art de Mendrisio et de Carpi, au Musée d'État de Varsovie, Ljubljana, Zagreb et à la Bibliothèque centrale de New York.

## Vie publique
En 1942, Aldo Patocchi est l'un des membres fondateurs, avec Albert Yersin (1905-1984), Pierre Aubert (1910-1987) et Germaine Ernst (1905-1996), du groupe de graveurs romands Tailles et Morsures et de Xylos, puis Xylon (1944), société internationale de graveurs sur bois.
Il est aussi le président (1934-1939) et le vice-président (1962-1965) de la section tessinoise de la SPSAS (Société des Peintres, Sculpteurs et Architectes Suisses ; aujourd'hui Visarte), et le promoteur de la Biennale internationale du blanc et du noir (Biennale internazionale del bianco e nero di Lugano).
Journaliste, critique d'art et homme de culture, il est par ailleurs pendant une quarantaine d'années rédacteur en chef du magazine Illustrazione Ticinese (it), à partir de la création de la revue, en 1934, puis directeur des musées de la ville de Lugano (1938-1977) et membre du conseil de fondation de Pro Helvetia (1950-1962).